# Chilabothrus chrysogaster
Espèce
Synonymes
- Homalochilus chrysogaster Cope, 1871
- Epicrates chrysogaster (Cope, 1871)
- Epicrates chrysogaster relicquus Barbour & Shreve 1935
- Epicrates chrysogaster schwartzi Buden 1975

Statut CITES
Chilabothrus chrysogaster est une espèce de serpents de la famille des Boidae.

## Répartition
Cette espèce se rencontre aux Bahamas et aux îles Turques-et-Caïques.

## Liste des sous-espèces
Selon The Reptile Database (2 août 2013) :
- Chilabothrus chrysogaster chrysogaster (Cope, 1871) des îles Turques-et-Caïques
- Chilabothrus chrysogaster relicquus (Barbour & Shreve, 1935) de Great Inagua
- Chilabothrus chrysogaster schwartzi (Buden, 1975) d'Acklins et Crooked Island

## Publications originales
- Barbour & Shreve, 1935 : Concerning some Bahamian reptiles, with notes on the fauna. Proceedings of the Boston Society of Natural History, vol. 40, p. 347-365 (texte intégral).
- Buden, 1975 : Notes on Epicrates chrysogaster (Serpentes: Boidae) of the southem Bahamas, with the description of a new subspecies. Herpetologica, vol. 31, no 2, p. 167-177.
- Cope, 1871 "1870" : Eighth Contribution to the Herpetology of Tropical America. Proceedings of the American Philosophical Society, vol. 11, no 81, p. 553-559 (texte intégral).